# Fillinge tingshus

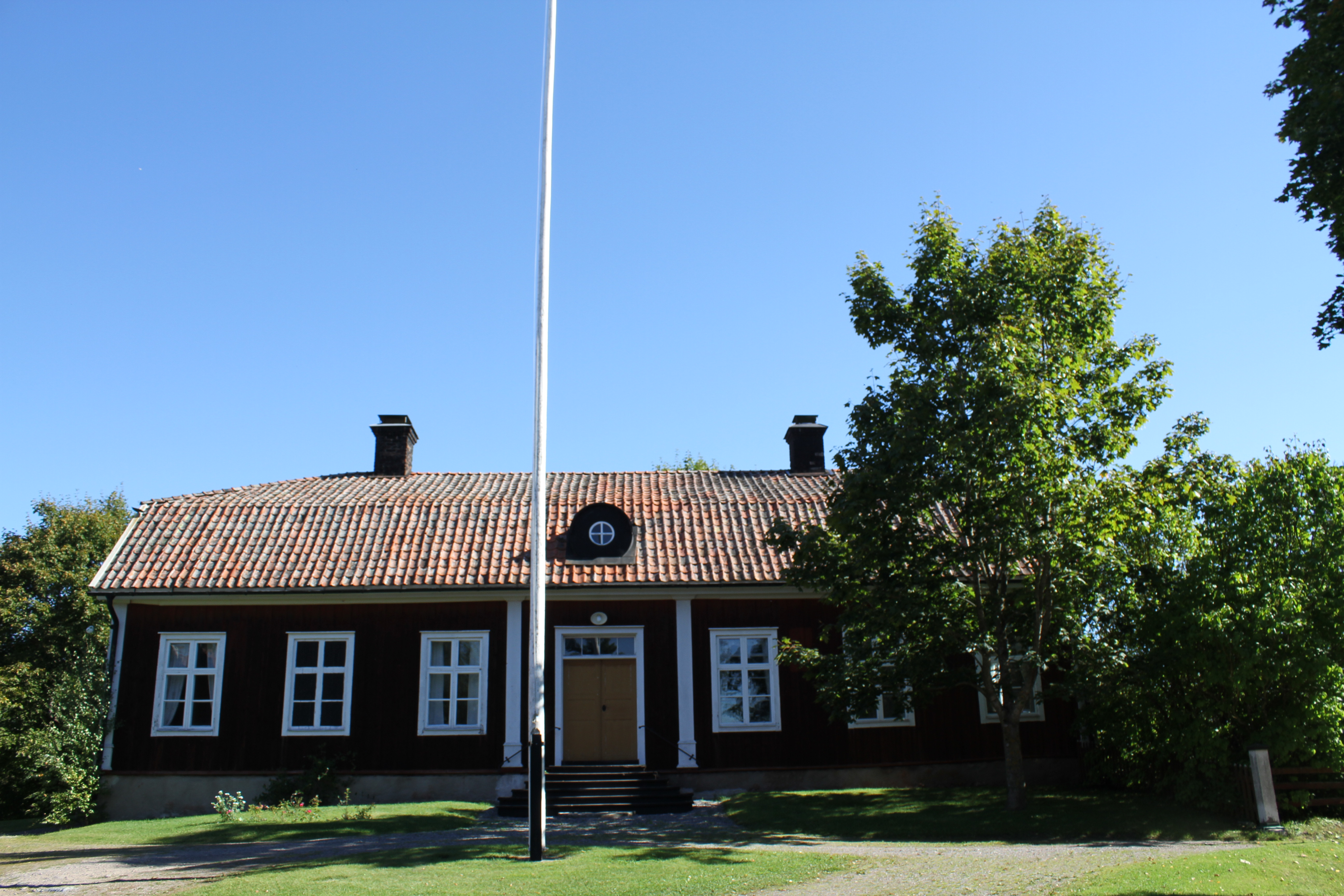
Fillinge tingshus 2013.

Fillinge tingshus är ett tingshus i Fillinge, Bankekinds socken, Linköpings kommun och före detta tingsställe för Bankekinds härad.
År 1755 uppfördes ett särskilt tingshus  för Bankekinds härad vid Bankekinds kyrka med förstuga, tingssal, två kammare och kök. På vindsvåningen inreddes kamrar för nämndemännen. Natten mellan 4 och 5 november 1776 brann tingshuset ned till grunden. Häradsrätten kom därefter att inrymmas i Fillinge gästgiveri, till dess att ett nytt tingshus 1790 kunde återuppföras. Byggnaden blev 15,5 meter lång och 12 meter bred och inrymde domsal, två kammare. Byggmästare var Caspar Seurling i Linköping och för inredningen svarade Johan Magnus Beurling i Norrköping. 
Då Bankekinds härads domsaga upphörde i samband med att en sammanslagning med Åkerbo och Hanekinds härader och ett nytt tingshus uppfördes vid Barnhemsgatan i Linköping. Fillinge tingshus stod tomt en tid, innan Bankekinds härads sparbank flyttade in i lokalerna 1867. År 1950 flyttade sparbankens säte till Åtvidaberg. År 1965 byggnadsminnesförklarades tingshuset.